# Правительство Южного Судана
Правительство Южного Судана — исполнительная власть на территории Южного Судана, действующая в соответствии с конституцией и существующими законами. Правительство состоит из президента Салва Киира, вице-президента Рика Мачара и министров. Правительство в стране появилось в 2005 году на основе Найвашского соглашения, которым закончилась Вторая гражданская война в Судане. Большинство министров являются членами Народной армии освобождения Судана. Правительство расположено в столице страны — Джубе.

## Министерства

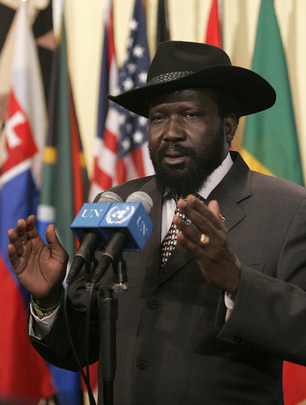
Президент Салва Киир

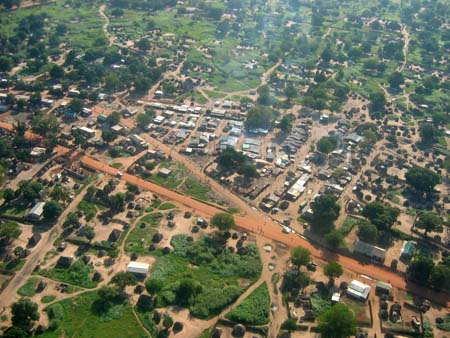
Джуба, столица страны

Правительство Южного Судана насчитывает 31 министерство:
| Министерство                                                                 | Министр                    | Партия                                    |
| ---------------------------------------------------------------------------- | -------------------------- | ----------------------------------------- |
| Президент Южного Судана                                                      | Салва Киир                 | Народная армия освобождения Судана (НАОС) |
| Вице-президент Южного Судана                                                 | Ребекка Ньянденг де Мабиор |                                           |
| Председатель кабинета министров                                              | Цирино Хетиенг Офухо       | НАОС                                      |
| Кабинет                                                                      | Кости Манибе Нгаю          |                                           |
| Министр обороны и делам ветеранов                                            | Нхюал Ден                  | НАОС                                      |
| Министр юстиции                                                              | Цон Лук                    | НАОС                                      |
| Министр иностранных дел                                                      | Денг Алор Куол             |                                           |
| Министр внутренних дел                                                       | Гжер Чуанг Алуонг          |                                           |
| Министр труда, государственной службы и развития человеческих ресурсов       | Авут Денг                  |                                           |
| Министр дорожного движения                                                   | Антони Лино Макана         | НАОС                                      |
| Министр по делам парламента                                                  | Майкл Макуе Лует           | НАОС                                      |
| Министр финансового и экономического планирования                            | Давид Денг Аторбей         |                                           |
| Министр сельского и лесного хозяйства                                        | Ане Ито Леонардо           |                                           |
| Министр животных ресурсов и рыболовства                                      | Балок Тйонг Гатлуак        |                                           |
| Министр энергетики и горнодобывающей промышленности                          | Гаранг Динг Акуонг         |                                           |
| Министр торговли и индустрии                                                 | Стивен Дийеу Дау           |                                           |
| Министр охраны дикой природы и развития туризма                              | Абдулах Алберт             | Национальный конгресс Судана              |
| Министр водных ресурсов и ирригации                                          | Пол Майом Акеч             | НАОС                                      |
| Министр жилищного строительства и территориального планирования              | Цема Нуну Кумба            |                                           |
| Министр образования                                                          | Авут Денг Акуил            |                                           |
| Министр здравоохранения                                                      | Лука Томбекана Моноца      |                                           |
| Министр информации и телекоммуникации                                        | Барнаба Маријал Бенцамин   |                                           |
| Министр связи и почтовых услуг                                               | Мадут Бйар Джел            |                                           |
| Министр по делам женщин, социальной защиты и религии                         | Агнес Кваце Ласуба         |                                           |
| Министр культуры и наследия                                                  | Габрийел Чангсон Чанг      |                                           |
| Министр промышленности и инвестиций                                          | Оджадж Денг Аџак           | НАОС                                      |
| Министр развития человеческих ресурсов                                       | Мери Цервас Джак           |                                           |
| Министр окружающей среды                                                     | Адзак Аван Мапер           | Национальный конгресс Судана              |
| Министр высшего образования, научных исследований, науки и техники           | Йозеф Укел                 |                                           |
| Министр культуры, молодежи и спорта                                          | Макуак Тени Йох            |                                           |
| Министр по гуманитарным вопросам и ликвидации последствий стихийных бедствий | Йеджмс Кок Руеа            |                                           |
| Министр мира и осуществления мирных соглашений                               | Паган Амум                 |                                           |
| Без портфеля                                                                 | Присила Наньанг            |                                           |